# Olympique Lyonnais 2019-2020
Questa voce raccoglie le informazioni riguardanti l'Olympique Lyonnais nelle competizioni ufficiali della stagione 2019-2020.

## Stagione

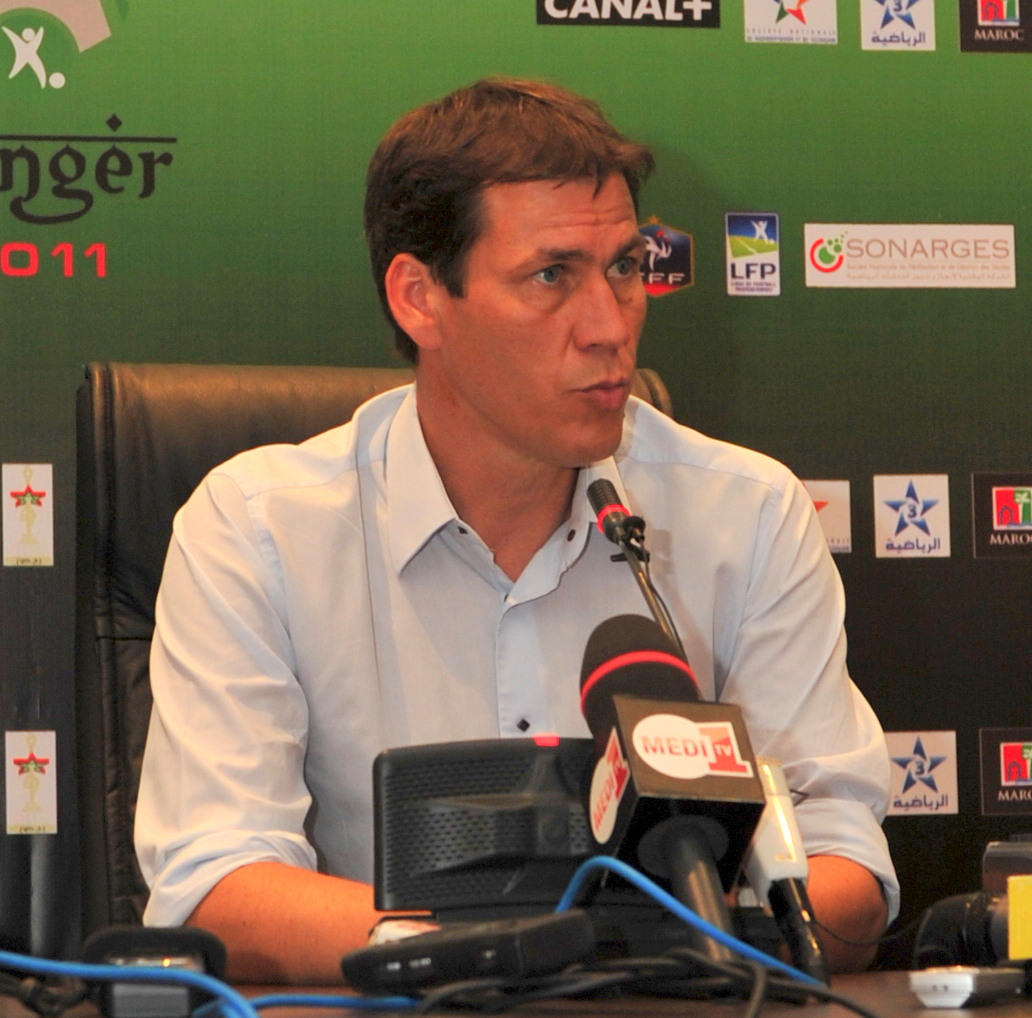
Rudi Garcia è nominato allenatore a ottobre.

Il presidente dell'Olympique Lione Jean-Michel Aulas mette in atto una vera e propria rivoluzione a livello dirigenziale, chiamando l'ex stella brasiliana Juninho a ricoprire il ruolo di direttore sportivo. Juninho spinge per affidare la panchina del club al connazionale Sylvinho, alla prima esperienza da allenatore dopo essere stato collaboratore di Roberto Mancini all'Inter e di Adenor Leonardo Bacchi alla nazionale brasiliana. L'avvio di campionato è piuttosto convincente, con due vittorie nette e senza subire gol contro Monaco (3-0) e Angers (6-0). La situazione tuttavia precipita molto presto, al punto che l'Olympique Lione riesce a mettere insieme appena tre punti in sette partite. La sconfitta rimediata il 6 ottobre nel derby contro il Saint-Étienne costa il posto a Sylvinho, condannato da un gol in pieno recupero di Berič. La panchina è allora affidata a Rudi Garcia, reduce dall'esperienza positiva con l'Olympique Marsiglia.
Incredibilmente agli ottavi di finale di Champions League riesce a eliminare la Juventus e accede ai quarti dove incontra il Manchester City che riesce a eliminare per la vittoria di 3-1.

## Maglie e sponsor
| Casa | Trasferta | Trasferta (Agosto 2020) | Terza maglia |

## Rosa
| N. |                         | Ruolo | Calciatore              |
| -- | ----------------------- | ----- | ----------------------- |
| 1  | Portogallo (bandiera)   | P     | Anthony Lopes           |
| 2  | Francia (bandiera)      | D     | Mapou Yanga-Mbiwa       |
| 3  | Danimarca (bandiera)    | D     | Joachim Andersen        |
| 4  | Brasile (bandiera)      | D     | Rafael                  |
| 5  | Belgio (bandiera)       | D     | Jason Denayer           |
| 6  | Brasile (bandiera)      | D     | Marcelo (vice capitano) |
| 7  | Francia (bandiera)      | A     | Martin Terrier          |
| 8  | Francia (bandiera)      | C     | Houssem Aouar           |
| 9  | Francia (bandiera)      | A     | Moussa Dembélé          |
| 10 | Burkina Faso (bandiera) | A     | Bertrand Traoré         |
| 11 | Paesi Bassi (bandiera)  | A     | Memphis Depay           |
| 12 | Brasile (bandiera)      | C     | Thiago Mendes           |
| 14 | Francia (bandiera)      | D     | Léo Dubois              |
| 16 | Svizzera (bandiera)     | P     | Anthony Racioppi        |
| 17 | Francia (bandiera)      | A     | Lenny Pintor            |
| 17 | Francia (bandiera)      | C     | Jeff Reine-Adélaïde     |
| 18 | Francia (bandiera)      | C     | Rayan Cherki            |

| N. |                           | Ruolo | Calciatore         |
| -- | ------------------------- | ----- | ------------------ |
| 19 | Francia (bandiera)        | A     | Amine Gouiri       |
| 20 | Brasile (bandiera)        | D     | Fernando Marçal    |
| 21 | Camerun (bandiera)        | A     | Karl Toko Ekambi   |
| 22 | Brasile (bandiera)        | C     | Jean Lucas         |
| 23 | Paesi Bassi (bandiera)    | D     | Kenny Tete         |
| 24 | Spagna (bandiera)         | C     | Pape Cheikh        |
| 25 | Francia (bandiera)        | C     | Maxence Caqueret   |
| 26 | Francia (bandiera)        | D     | Oumar Solet        |
| 27 | Costa d'Avorio (bandiera) | A     | Maxwel Cornet      |
| 28 | Mali (bandiera)           | D     | Youssouf Koné      |
| 29 | Francia (bandiera)        | C     | Lucas Tousart      |
| 30 | Romania (bandiera)        | P     | Ciprian Tătărușanu |
| 31 | Francia (bandiera)        | D     | Melvin Bard        |
| 35 | Francia (bandiera)        | A     | Boubacar Fofana    |
| 39 | Brasile (bandiera)        | C     | Bruno Guimarães    |
| 44 | Francia (bandiera)        | C     | Titouan Thomas     |
|    | Brasile (bandiera)        | C     | Camilo             |

## Calciomercato

### Sessione estiva(dal 11/06 al 31/08)
| Acquisti         | Acquisti                    | Acquisti        | Acquisti                  |
| R.               | Nome                        | da              | Modalità                  |
| ---------------- | --------------------------- | --------------- | ------------------------- |
| P                | Ciprian Tătărușanu          |                 | svincolato                |
| D                | Joachim Andersen            | Sampdoria       | definitivo (24 milioni €) |
| D                | Youssouf Koné               | Lilla           | definitivo (9 milioni €)  |
| C                | Timothé Cognat              | Servette        | fine prestito             |
| C                | Jordan Ferri                | Nîmes           | fine prestito             |
| C                | Christopher Martins Pereira | Troyes          | fine prestito             |
| C                | Jean Lucas                  | Flamengo        | definitivo (8 milioni €)  |
| C                | Jeff Reine-Adélaïde         | Angers          | definitivo (25 milioni €) |
| C                | Thiago Mendes               | Lilla           | definitivo (22 milioni €) |
| A                | Boubacar Fofana             |                 | svincolato                |
| A                | Elisha Owusu                | Sochaux         | fine prestito             |
| Altre operazioni |                             |                 |                           |
| R.               | Nome                        | da              | Modalità                  |
| D                | Héritier Deyonge            | PSV             | definitivo                |
| D                | Sinaly Diomandé             | Guidars FC      | definitivo                |
| D                | Gédéon Kalulu               | Bourg-en-Bresse | fine prestito             |
| A                | Nicolas Fontaine            |                 | svincolato                |
| A                | Eli Wissa                   |                 | svincolato                |

| Cessioni         | Cessioni                    | Cessioni        | Cessioni                     |
| R.               | Nome                        | a               | Modalità                     |
| ---------------- | --------------------------- | --------------- | ---------------------------- |
| P                | Mathieu Gorgelin            |                 | svincolato                   |
| D                | Ferland Mendy               | Real Madrid     | definitivo (48 milioni €)    |
| D                | Jérémy Morel                |                 | svincolato                   |
| C                | Pape Cheikh                 | Celta Vigo      | prestito                     |
| C                | Timothé Cognat              | Servette        | definitivo (70.000 €)        |
| C                | Nabil Fekir                 | Real Betis      | definitivo (19,75 milioni €) |
| C                | Jordan Ferri                | Montpellier     | definitivo (2 milioni €)     |
| C                | Olivier Kemen               | Niort           | svincolato                   |
| C                | Christopher Martins Pereira | Young Boys      | definitivo (2 milioni €)     |
| C                | Tanguy Ndombele             | Tottenham       | definitivo (60 milioni €)    |
| A                | Elisha Owusu                | Gent            | definitivo (1 milione €)     |
| A                | Lenny Pintor                | Troyes          | prestito                     |
| Altre operazioni |                             |                 |                              |
| R.               | Nome                        | a               | Modalità                     |
| D                | Gédéon Kalulu               |                 | svincolato                   |
| D                | Alexis Martial              |                 | svincolato                   |
| D                | Cyriaque Mayounga Ngolou    |                 | svincolato                   |
| D                | Dylan Mboumbouni            |                 | svincolato                   |
| D                | Théo Ndicka Matam           | Bourg-en-Bresse | prestito                     |
| D                | Riad Tahar                  |                 | svincolato                   |
| D                | Quentin Vieira              | Servette        | definitivo                   |
| C                | Foudil Bouchentouf Idriss   |                 | svincolato                   |
| C                | Hamza Rafia                 | Juventus        | definitivo                   |
| C                | Hussayn Touati              |                 | svincolato                   |
| A                | Yassin Fekir                |                 | svincolato                   |
| A                | Yann Kitala                 | Lorient         | prestito                     |
| A                | Thomas Oualembo             |                 | svincolato                   |
| A                | Franck Rivollier            |                 | svincolato                   |

### Sessione invernale(dal 01/01 al 31/01)
| Acquisti         | Acquisti         | Acquisti         | Acquisti                  |
| R.               | Nome             | da               | Modalità                  |
| ---------------- | ---------------- | ---------------- | ------------------------- |
| C                | Camilo           | Ponte Preta      | definitivo (2 milioni €)  |
| C                | Bruno Guimarães  | Athl. Paranaense | definitivo (20 milioni €) |
| C                | Lucas Tousart    | Hertha Berlino   | prestito                  |
| A                | Tino Kadewere    | Le Havre         | definitivo (12 milioni €) |
| A                | Karl Toko Ekambi | Villarreal       | prestito                  |
| Altre operazioni |                  |                  |                           |
| R.               | Nome             | da               | Modalità                  |

| Cessioni         | Cessioni                | Cessioni        | Cessioni                  |
| R.               | Nome                    | a               | Modalità                  |
| ---------------- | ----------------------- | --------------- | ------------------------- |
| C                | Lucas Tousart           | Hertha Berlino  | definitivo (25 milioni €) |
| A                | Tino Kadewere           | Le Havre        | prestito                  |
| Altre operazioni |                         |                 |                           |
| R.               | Nome                    | a               | Modalità                  |
| D                | Zachary Brault-Guillard | Montréal Impact | riscatto cartellino       |

## Risultati

### Ligue 1

#### Girone d'andata
| Arbitro: | Buquet |

|  |           |                                  |
|  | Marcatori | 5’ Dembélé 36’ Depay 80’ Tousart |

| Arbitro: | Millot |

|                                                          |           |  |
| Aouar 11’ Dembélé 36’, 65’ Depay 42’, 48’ Jean Lucas 72’ | Marcatori |  |

| Arbitro: | Lesage |

|             |           |  |
| Souquet 42’ | Marcatori |  |

| Arbitro: | Gautier |

|           |           |            |
| Depay 31’ | Marcatori | 67’ Briand |

| Arbitro: | Bastien |

|                        |           |                 |
| Jallet 7’ Bodmer 90+2’ | Marcatori | 9’, 34’ Dembélé |

| Arbitro: | Buquet |

|  |           |            |
|  | Marcatori | 88’ Neymar |

| Arbitro: | Delerue |

|                |           |                        |
| Court 29’, 85’ | Marcatori | 28’ Dembélé 69’ Cornet |

| Arbitro: | Millot |

|  |           |                   |
|  | Marcatori | 59’ (aut.) Marçal |

| Arbitro: | Turpin |

|           |           |  |
| Berič 90’ | Marcatori |  |

| Décines-Charpieu 19 ottobre 2019, ore 17:30 CEST 10ª giornata | Olympique Lione | 0 – 0 referto | Digione | Groupama Stadium (48.454 spett.)\| Arbitro: \| Schneider \| |
| Arbitro:                                                      | Schneider       |               |         |                                                             |

| Arbitro: | Hamel |

|                              |           |  |
| Depay 28’ Dembélé 33’ (rig.) | Marcatori |  |

| Arbitro: | Abed |

|                             |           |                              |
| Sanogo 15’ Lopes 57’ (aut.) | Marcatori | 26’, 90+5’ Depay 67’ Dembélé |

| Arbitro: | Gautier |

|                       |           |             |
| Payet 18’ (rig.), 39’ | Marcatori | 59’ Dembélé |

| Arbitro: | Delerue |

|                                       |           |             |
| Reine-Adélaïde 11’ Dembélé 28’ (rig.) | Marcatori | 78’ Dolberg |

| Arbitro: | Lesage |

|            |           |                               |
| Fofana 22’ | Marcatori | 40’ Cornet 75’ Reine-Adélaïde |

| Arbitro: | Buquet |

|  |           |           |
|  | Marcatori | 68’ Ikoné |

| Arbitro: | Thual |

|  |           |                                              |
|  | Marcatori | 16’ (rig.), 64’ Depay 71’ Aouar 79’ Andersen |

| Arbitro: | Bastien |

|  |           |               |
|  | Marcatori | 89’ Camavinga |

| Arbitro: | Schneider |

|                   |           |            |
| Cafaro 44’ (rig.) | Marcatori | 9’ Tousart |

#### Girone di ritorno
| Arbitro: | Turpin |

|            |           |                        |
| Briand 15’ | Marcatori | 50’ Cornet 53’ Dembélé |

| Arbitro: | Gautier |

|                                        |           |  |
| Cornet 29’ Démbélé 71’ Toko Ekambi 77’ | Marcatori |  |

| Arbitro: | Bastien |

|                  |           |                   |
| Dolberg 33’, 63’ | Marcatori | 45+1’ Toko Ekambi |

| Décines-Charpieu 5 febbraio 2020, ore 19:00 CET 23ª giornata | Olympique Lione | 0 – 0 referto | Amiens | Groupama Stadium\| Arbitro: \| Miguelgorry \| |
| Arbitro:                                                     | Miguelgorry     |               |        |                                               |

| Arbitro: | Turpin |

|                                                      |           |                         |
| Di María 22’ Mbappé 38’ Marçal 47’ (aut.) Cavani 79’ | Marcatori | 52’ Terrier 59’ Dembélé |

| Arbitro: | Hamel |

|            |           |          |
| Traoré 21’ | Marcatori | 42’ Zohi |

| Arbitro: | Wattellier |

|  |           |                                  |
|  | Marcatori | 45+8’ (rig.) Dembélé 90+4’ Aouar |

| Arbitro: | Schneider |

|                           |           |  |
| Dembélé 27’, 90+5’ (rig.) | Marcatori |  |

| Arbitro: | Bastien |

|          |           |  |
| Rémy 33’ | Marcatori |  |

| Décines-Charpieu 29ª giornata | Olympique Lione | – | Stade Reims | Groupama Stadium |

| Rennes 30ª giornata | Rennes | – | Olympique Lione | Roazhon Park |

| Décines-Charpieu 31ª giornata | Olympique Lione | – | Nîmes | Groupama Stadium |

| Nantes 32ª giornata | Nantes | – | Olympique Lione | Stadio della Beaujoire |

| Décines-Charpieu 33ª giornata | Olympique Lione | – | Olympique Marsiglia | Groupama Stadium |

| Décines-Charpieu 34ª giornata | Olympique Lione | – | Monaco | Groupama Stadium |

| Digione 35ª giornata | Digione | – | Olympique Lione | Stade Gaston-Gérard |

| Décines-Charpieu 36ª giornata | Olympique Lione | – | Montpellier | Groupama Stadium |

| Angers 37ª giornata | Angers | – | Olympique Lione | Stadio Raymond Kopa |

| Décines-Charpieu 38ª giornata | Olympique Lione | – | Brest | Groupama Stadium |

### Coppa di Francia

#### Fase a eliminazione diretta
| Arbitro: | Ben El Hadj |

|  |           |                                                                             |
|  | Marcatori | 17’, 41’ Dembélé 46’ Terrier 55’ Cornet 82’ Caqueret 89’ Aouar 90+1’ Cherki |

| Arbitro: | Lesage |

|                               |           |                                       |
| Emond 16’ Louza 83’ Simon 86’ | Marcatori | 1’, 9’ Cherki 37’ Terrier 69’ Dembélé |

| Arbitro: | Schneider |

|           |           |                                |
| Ounas 89’ | Marcatori | 15’ Dembélé 90+3’ (rig.) Aouar |

| Arbitro: | Millot |

|           |           |  |
| Aouar 81’ | Marcatori |  |

| Arbitro: | Buquet |

|             |           |                                                      |
| Terrier 11’ | Marcatori | 14’, 70’, 90+3’ Mbappé 64’ (rig.) Neymar 82’ Sarabia |

### Coupe de la Ligue

#### Fase a eliminazione diretta
| Arbitro: | Leonard |

|                                             |           |          |
| Traoré 2’, 57’ Jean Lucas 17’ Terrier 90+2’ | Marcatori | 47’ Koné |

| Arbitro: | Brisard |

|                                        |           |              |
| Dembélé 19’ Aouar 55’ Jean Lucas 90+1’ | Marcatori | 85’ Grandsir |

| Arbitro: | Millot |

|                                      |                      |                                         |
| Dembélé 17’ (rig.) Aouar 85’         | Marcatori            | 13’ Renato Sanches 90+3’ (rig.) Rémy    |
| Dembélé Terrier Cornet Thiago Mendes | Tiri di rigore 4 – 3 | Bamba Rémy André Osimhen Renato Sanches |

| Arbitro: | Brisardi |

|                                                  |                      |                                                          |
| Di María Verratti Paredes Herrera Neymar Sarabia | Tiri di rigore 6 – 5 | Andersen Toko Ekambi Caqueret Thiago Mendes Aouar Traoré |

### Champions League

#### Fase a gironi
| Arbitro: | Oliver |

|                  |           |            |
| Depay 50’ (rig.) | Marcatori | 41’ Azmoun |

| Arbitro: | Mateu Lahoz |

|  |           |                       |
|  | Marcatori | 11’ Depay 65’ Terrier |

| Arbitro: | Kružliak |

|                         |           |           |
| Rafa Silva 4’ Pizzi 86’ | Marcatori | 70’ Depay |

| Arbitro: | Kuipers |

|                                  |           |               |
| Andersen 4’ Depay 33’ Traoré 89’ | Marcatori | 76’ Seferović |

| Arbitro: | Orsato |

|                       |           |  |
| Dzjuba 42’ Ozdoev 84’ | Marcatori |  |

| Arbitro: | Taylor |

|                     |           |                               |
| Aouar 50’ Depay 82’ | Marcatori | 9’ (rig.) Forsberg 33’ Werner |

#### Fase a eliminazione diretta
| Arbitro: | Gil Manzano |

|             |           |  |
| Tousart 31’ | Marcatori |  |

| Arbitro: | Zwayer |

|                                   |           |                  |
| Cristiano Ronaldo 43’ (rig.), 60’ | Marcatori | 12’ (rig.) Depay |

| Arbitro: | Makkelie |

|               |           |                             |
| De Bruyne 69’ | Marcatori | 24’ Cornet 79’, 87’ Dembélé |

| Arbitro: | Mateu Lahoz |

|  |           |                                 |
|  | Marcatori | 18’, 33’ Gnabry 88’ Lewandowski |

## Statistiche

### Statistiche di squadra
| Competizione      | Punti | In casa | In casa | In casa | In casa | In casa | In casa | In trasferta | In trasferta | In trasferta | In trasferta | In trasferta | In trasferta | Totale | Totale | Totale | Totale | Totale | Totale | DR  |
| Competizione      | Punti | G       | V       | N       | P       | Gf      | Gs      | G            | V            | N            | P            | Gf           | Gs           | G      | V      | N      | P      | Gf     | Gs     | DR  |
| ----------------- | ----- | ------- | ------- | ------- | ------- | ------- | ------- | ------------ | ------------ | ------------ | ------------ | ------------ | ------------ | ------ | ------ | ------ | ------ | ------ | ------ | --- |
| Ligue 1           | 40    | 13      | 5       | 4       | 4       | 17      | 7       | 15           | 6            | 3            | 6            | 25           | 21           | 28     | 11     | 7      | 10     | 42     | 28     | +14 |
| Coupe de France   | -     | 2       | 1       | 0       | 1       | 2       | 5       | 3            | 3            | 0            | 0            | 13           | 4            | 5      | 4      | 0      | 1      | 15     | 9      | +6  |
| Coupe de la Ligue | -     | 3       | 2       | 1       | 0       | 9       | 4       | -            | -            | -            | -            | -            | -            | 4      | 2      | 2      | 0      | 9      | 4      | +5  |
| Champions League  | -     | 4       | 2       | 2       | 0       | 7       | 4       | 4            | 1            | 0            | 3            | 4            | 6            | 10     | 4      | 2      | 4      | 14     | 14     | 0   |
| Totale            | -     | 22      | 10      | 7       | 5       | 35      | 20      | 21           | 10           | 3            | 9            | 43           | 29           | 47     | 18     | 11     | 15     | 80     | 55     | +25 |

### Andamento in campionato
| Giornata  | 1 | 2 | 3 | 4 | 5 | 6 | 7  | 8  | 9  | 10 | 11 | 12 | 13 | 14 | 15 | 16 | 17 | 18 | 19 | 20 | 21 | 22 | 23 | 24 | 25 | 26 | 27 | 28 | 29     | 30     | 31     | 32     | 33     | 34     | 35     | 36     | 37     | 38     |
| --------- | - | - | - | - | - | - | -- | -- | -- | -- | -- | -- | -- | -- | -- | -- | -- | -- | -- | -- | -- | -- | -- | -- | -- | -- | -- | -- | ------ | ------ | ------ | ------ | ------ | ------ | ------ | ------ | ------ | ------ |
| Luogo     | T | C | T | C | T | C | T  | C  | T  | C  | C  | T  | T  | C  | T  | C  | T  | C  | T  | T  | C  | T  | C  | T  | C  | T  | C  | T  | C      | T      | C      | T      | C      | C      | T      | C      | T      | C      |
| Risultato | V | V | P | N | N | P | N  | P  | P  | N  | V  | V  | P  | V  | V  | P  | V  | P  | N  | V  | V  | P  | N  | P  | N  | V  | V  | P  | [ 78 ] | [ 78 ] | [ 78 ] | [ 78 ] | [ 78 ] | [ 78 ] | [ 78 ] | [ 78 ] | [ 78 ] | [ 78 ] |
| Posizione | 1 | 1 | 2 | 5 | 8 | 9 | 11 | 11 | 14 | 17 | 13 | 10 | 14 | 9  | 7  | 10 | 7  | 8  | 12 | 7  | 5  | 6  | 6  | 8  | 11 | 7  | 5  | 7  | 7      | 7      | 7      | 7      | 7      | 7      | 7      | 7      | 7      | 7      |

Fonte:  Classements, su lfp.fr, LFP.
Legenda:

Luogo: C = Casa; T = Trasferta. Risultato: V = Vittoria; N = Pareggio; P = Sconfitta.

### Statistiche dei giocatori
| Giocatore         | Ligue 1  | Ligue 1 | Ligue 1     | Ligue 1    | Coupe de France Coupe de la Ligue | Coupe de France Coupe de la Ligue | Coupe de France Coupe de la Ligue | Coupe de France Coupe de la Ligue | Champions League | Champions League | Champions League | Champions League | Totale   | Totale | Totale      | Totale     |
| Giocatore         | Presenze | Reti    | Ammonizioni | Espulsioni | Presenze                          | Reti                              | Ammonizioni                       | Espulsioni                        | Presenze         | Reti             | Ammonizioni      | Espulsioni       | Presenze | Reti   | Ammonizioni | Espulsioni |
| ----------------- | -------- | ------- | ----------- | ---------- | --------------------------------- | --------------------------------- | --------------------------------- | --------------------------------- | ---------------- | ---------------- | ---------------- | ---------------- | -------- | ------ | ----------- | ---------- |
| J. Andersen       | 18       | 1       | 3           | 0          | 4+4                               | 0                                 | 0                                 | 0                                 | 6                | 1                | 1                | 0                | 32       | 2      | 4           | 0          |
| H. Aouar          | 25       | 3       | 3           | 0          | 4+4                               | 3+2                               | 0+1                               | 0                                 | 8                | 1                | 1                | 0                | 41       | 9      | 5           | 0          |
| M. Bard           | 1        | 0       | 0           | 0          | 0                                 | 0                                 | 0                                 | 0                                 | -                | -                | -                | -                | 1        | 0      | 0           | 0          |
| Camilo            | -        | -       | -           | -          | -                                 | -                                 | -                                 | -                                 | -                | -                | -                | -                | -        | -      | -           | -          |
| M. Caqueret       | 8        | 0       | 2           | 0          | 2+3                               | 1+0                               | 1+2                               | 0                                 | 3                | 0                | 1                | 0                | 16       | 1      | 6           | 0          |
| P. Cheikh         | 0        | 0       | 0           | 0          | -                                 | -                                 | -                                 | -                                 | -                | -                | -                | -                | 0        | 0      | 0           | 0          |
| R. Cherki         | 6        | 0       | 0           | 0          | 3+2                               | 3+0                               | 0                                 | 0                                 | 2                | 0                | 0                | 0                | 13       | 3      | 0           | 0          |
| M. Cornet         | 22       | 4       | 1           | 0          | 4+4                               | 1+0                               | 0                                 | 0                                 | 8                | 1                | 3                | 0                | 38       | 6      | 4           | 0          |
| M. Dembélé        | 27       | 16      | 3           | 0          | 5+4                               | 4+2                               | 0                                 | 0                                 | 10               | 2                | 2                | 0                | 46       | 24     | 5           | 0          |
| J. Denayer        | 26       | 0       | 0           | 0          | 4+3                               | 0                                 | 0                                 | 0                                 | 9                | 0                | 0                | 0                | 42       | 0      | 0           | 0          |
| M. Depay          | 12       | 9       | 0           | 0          | 0+1                               | 0                                 | 0                                 | 0                                 | 8                | 6                | 1                | 0                | 21       | 15     | 1           | 0          |
| L. Dubois         | 16       | 0       | 3           | 0          | 1+1                               | 0                                 | 1+0                               | 0                                 | 9                | 0                | 3                | 0                | 27       | 0      | 7           | 0          |
| B. Fofana         | -        | -       | -           | -          | -                                 | -                                 | -                                 | -                                 | -                | -                | -                | -                | -        | -      | -           | -          |
| A. Gouiri         | 1        | 0       | 0           | 0          | 2+1                               | 0                                 | 0                                 | 0                                 | 1                | 0                | 0                | 0                | 5        | 0      | 0           | 0          |
| B. Guimarães      | 3        | 0       | 1           | 0          | 1+1                               | 0                                 | 0+1                               | 0                                 | 4                | 0                | 0                | 0                | 9        | 0      | 2           | 0          |
| Jean Lucas        | 11       | 1       | 2           | 0          | 3+2                               | 0+2                               | 0+2                               | 0                                 | 1                | 0                | 0                | 0                | 17       | 3      | 4           | 0          |
| Y. Koné           | 11       | 0       | 1           | 1          | -                                 | -                                 | -                                 | -                                 | 5                | 0                | 2                | 0                | 16       | 0      | 3           | 1          |
| A. Lopes          | 26       | -23     | 1           | 0          | 4+1                               | -8                                | 0                                 | 0                                 | 10               | -13              | 1                | 0                | 41       | -44    | 2           | 0          |
| F. Marçal         | 11       | 0       | 1           | 2          | 5+2                               | 0                                 | 2+2                               | 1+0                               | 7                | 0                | 3                | 0                | 25       | 0      | 8           | 3          |
| Marcelo           | 17       | 0       | 4           | 0          | 3+3                               | 0                                 | 1+1                               | 0                                 | 10               | 0                | 4                | 0                | 33       | 0      | 10          | 0          |
| L. Pintor         | -        | -       | -           | -          | -                                 | -                                 | -                                 | -                                 | -                | -                | -                | -                | -        | -      | -           | -          |
| A. Racioppi       | -        | -       | -           | -          | -                                 | -                                 | -                                 | -                                 | -                | -                | -                | -                | -        | -      | -           | -          |
| Rafael            | 13       | 0       | 3           | 0          | 3+2                               | 0                                 | 1+1                               | 0+1                               | 1                | 0                | 0                | 0                | 19       | 0      | 5           | 1          |
| J. Reine-Adélaïde | 14       | 2       | 3           | 0          | -                                 | -                                 | -                                 | -                                 | 8                | 0                | 0                | 0                | 22       | 2      | 3           | 0          |
| O. Solet          | 1        | 0       | 0           | 0          | 0                                 | 0                                 | 0                                 | 0                                 | -                | -                | -                | -                | 1        | 0      | 0           | 0          |
| C. Tătărușanu     | 3        | -2      | 0           | 0          | 1+3                               | -5                                | 0                                 | 0                                 | 0                | -0               | 0                | 0                | 7        | -7     | 0           | 0          |
| M. Terrier        | 23       | 1       | 0           | 0          | 4+3                               | 3+1                               | 0                                 | 0                                 | 5                | 1                | 0                | 0                | 35       | 6      | 0           | 0          |
| K. Tete           | 18       | 0       | 1           | 0          | 4+2                               | 0                                 | 3+0                               | 0                                 | 5                | 0                | 0                | 0                | 29       | 0      | 4           | 0          |
| Thiago Mendes     | 22       | 0       | 4           | 1          | 2+4                               | 0                                 | 0+1                               | 0                                 | 8                | 0                | 2                | 0                | 36       | 0      | 7           | 1          |
| T. Thomas         | -        | -       | -           | -          | -                                 | -                                 | -                                 | -                                 | -                | -                | -                | -                | -        | -      | -           | -          |
| K. Toko Ekambi    | 8        | 2       | 2           | 0          | 3+1                               | 0                                 | 0                                 | 0                                 | 4                | 0                | 0                | 0                | 16       | 2      | 2           | 0          |
| L. Tousart        | 24       | 2       | 6           | 0          | 5+3                               | 0                                 | 1+1                               | 0                                 | 7                | 1                | 0                | 0                | 39       | 3      | 8           | 0          |
| B. Traoré         | 23       | 1       | 6           | 0          | 3+4                               | 0+2                               | 0+1                               | 0                                 | 5                | 1                | 0                | 0                | 35       | 4      | 7           | 0          |
| M. Yanga-Mbiwa    | -        | -       | -           | -          | -                                 | -                                 | -                                 | -                                 | -                | -                | -                | -                | -        | -      | -           | -          |